# Виро-Бич
Виро-Бич (англ. Vero Beach) — город в округе Индиан-Ривер, штата Флорида Соединённых Штатов Америки, на берегу Атлантического океана. Прозвище города — «Город гибискуса» (англ. Hibiscus City).

## Население
Согласно данным Бюро переписи населения США за 2010 год, в городе проживало 15 220 человек, за 2016 год — 16 751 человек.

## Климат
Виро-Бич имеет субтропический океанический климат, с жарким и влажным летом и тёплыми, солнечными и сухими зимами. Среднегодовая температура составляет 22 °C, с годовой максимальной температурой 27,4 °C и годовой наименее низкой температурой 17,8 °C. В среднем Виро-Бич не имеет заморозков.
| Показатель                   | Янв. | Фев. | Март | Апр. | Май  | Июнь | Июль | Авг. | Сен. | Окт. | Нояб. | Дек. | Год  |
| ---------------------------- | ---- | ---- | ---- | ---- | ---- | ---- | ---- | ---- | ---- | ---- | ----- | ---- | ---- |
| Абсолютный максимум, °C      | 22,1 | 23,2 | 24,8 | 26,8 | 29,1 | 31   | 31,9 | 31,7 | 30,9 | 28,8 | 25,8  | 23,2 | 27,4 |
| Абсолютный минимум, °C       | 10,7 | 12,2 | 14,3 | 16,2 | 19,6 | 22,3 | 23,1 | 23,2 | 22,9 | 20,1 | 16,2  | 12,7 | 17,8 |
| Источник: U. S. Climate Data |      |      |      |      |      |      |      |      |      |      |       |      |      |

## Экономика

### Промышленность
Виро-Бич является родиной производителя авиационной техники Piper Aircraft, который является крупнейшим частным работодателем в округе Индиан-Ривер. По состоянию на июль 2015 года Piper трудоустроила около 750 человек. Помимо Piper, основная часть коммерческой деятельности в Виро-Бич сосредоточена вокруг туризма, индустрии цитрусовых и производственных услугах.

### Розничная торговля
Есть два крупных торговых центра: Торговый центр Индиан-Ривер и Торговый центр моды, расположенный к западу от I-95 на дороге внутриштатной автодорожной сети 60. Рядом с Оушен-Драйв (Ocean Dr) расположены небольшие специализированные магазины и так называемая «Miracle Mile». Исторический центр города — это недавно перестроенная область с ресторанами, магазинами, в том числе антикварными и художественными галереями.

### Туризм

#### Пляжи
Пляжи в Виро-Бич являются частью Побережья сокровищ Флориды. Три главных общественных пляжа Виро-Бич: Саут-Бич (South Beach), доступный с восточной части внутриштатной дороги 656, в восточной части 17-Стрит; Хамистон-Парк (Humiston Park) — центральный пляж Виро-Бич в бизнес-районе на Оушен-Драйв (Ocean Dr) и Джейси-Парк (Jaycee Park), который находится рядом с Конн-Бич (Conn Beach). Эти пляжи защищены спасателями с 9:00 до 17:00. В округе Индиан-Ривер 40 км береговой линии у океана. В Виро-Бич также есть бесплатные общественные тропинки и дорожки с выходом на пляж, например на Риомар-Бич (Riomar Beach), Си-Коув (Sea Cove), Си-Грэйп-Трэил (Sea Grape Trail), Секстон Плаза (Sexton Plaza) и Тёртл-Трэил (Turtle Trail).

#### Курорты
Disney's Vero Beach Resort официально расположен в Вабассо, небольшом городке к северу от Виро-Бич.

#### Национальный регистр исторических мест
- Постоялый двор и ресторан Дрифтвуд[англ.]
- Дом Халльстрёма[англ.]
- Старое здание суда округа Индиан-Ривер[англ.]
- Дом судьи Генри Ф. Грегори[англ.]
- Здание Махер[англ.]
- Ботанический сад Макки[англ.]
- Старый отель Пальметто[англ.]
- Пуэбло-Аркэйд[англ.]
- Ройал-Парк-Аркэйд[англ.]
- Теодор Хаусманн Истэйт[англ.]
- Старое общественное здание Виро-Бич[англ.]
- Дизельная электростанция Виро-Бич[англ.]
- Женский клуб Виро-Бич[англ.]
- Железнодорожная станция Виро[англ.]
- Театр Виро[англ.]

## Образование

### Государственные школы
В округе Индиан-Ривер действуют следующие государственные школы:
- Средняя школа Виро-Бич[англ.]. Первая средняя школа, основанная в Виро-Бич; классы 9—12.
- Средняя школа Индиан-Ривер-Чартер[англ.]. Чартерная школа; классы 9—12.
- Альтернативный центр образования. Публичная; 5—12 классы.
- Школа Магнуэт-Роузвуд. Публичная; дошкольный — 5 класс.
- Имэйджин-Саут-Виро. Чартерная школа; детский сад — 8 класс.
- Средняя школа Осло. Публичная; 6—8 классы.
- Средняя школа Сторм-Гроув. Рядом с офисом школьного округа Индиан-Ривер; Публичная; классы 6—8.

### Частные школы
В округе Индиан-Ривер действуют следующие частные школы:
- Католическая школа Св. Елены.
- Школа Святого Эдварда[англ.]. Независимая подготовка к колледжу в епископской школе; дошкольный — 12 класс.
- Академия Андерсона. Частная; 8—12 классы.
- Магистерская академия. Частная; дошкольный — 12 класс.
- Баптистская христианская школа мишкан. Частная; детский сад — 12 класс.
- Школа SunCoast. Частная; дошкольный — 8 класс.

### Колледжи
В Индиан-Ривер есть один колледж:
- Колледж Штата Индиан-Ривер[англ.]

## Инфраструктура
- Региональный аэропорт Виро-Бич[англ.] находится в километре к северо-западу от города. В городе ходят автобусы GoLine[5].